# 布氏單頜鰻
布氏單頜鰻為輻鰭魚綱囊鰓鰻目單頜鰻科的其中一種，分布於西太平洋的南海海域，屬深海魚類，棲息深度可達3000公尺，體長可達8公分。

## 擴展閱讀
維基物種上的相關：布氏單頜鰻